# Phil Corley
Phil Corley (* 17. April 1951 in Hempstead (London)) ist ein ehemaliger britischer Radrennfahrer und nationaler Meister im Radsport.

## Sportliche Laufbahn
Als Amateur gewann er 1971 eine Etappe im britischen Milk Race, 1973 den Grand Prix of Essex. Er konnte auch in Belgien und Frankreich Eintagesrennen gewinnen, als er für zwei Jahre in Frankreich lebte. 1974 startete er in der Internationalen Friedensfahrt, die er als 36. beendete. Er war von 1975 bis 1980 Berufsfahrer, immer in britischen Radsportteams. 1978 siegte er in der nationalen Meisterschaft im Straßenrennen vor Bill Nickson. 1975, 1976 und 1978 startete er im Rennen der  UCI-Straßen-Weltmeisterschaften. 1977 fuhr er das Rennen Paris–Roubaix und wurde als 43. Klassiert.

## Berufliches
1979 gründete er die Firma  „Corley Cycles“ in Great Linford.